# Wando (football)
Pour les articles homonymes, voir Sobrinho et Wando.
Geovânio Bonfim Sobrinho, dit Wando ou Vando (né le 13 mars 1963 à Rio de Janeiro), est un joueur de football brésilien. Il était ailier gauche.

## Biographie
Bien que natif du Brésil, Wando commence sa carrière professionnelle au Portugal. Il joue tout d'abord au Sporting Braga de 1982 à 1984. Il signe ensuite un contrat en faveur du prestigieux Benfica Lisbonne.
Avec Benfica, il est finaliste de la Coupe d'Europe des clubs champions en 1988 (match perdu aux tirs au but face au PSV Eindhoven). Lors de la finale, il rentre sur la pelouse à la 57e minute de jeu, en remplacement de Rui Águas. Wando remporte par ailleurs avec le club lisboète un titre de Champion du Portugal et trois Coupes du Portugal.
En 1988, Wando rejoint les rangs du Vitória Setúbal. Il ne reste qu'une seule saison dans ce club. Il s'engage alors avec l'équipe du CS Marítimo pour deux saisons. Il termine sa carrière en Turquie, à Konyaspor.
Au total, Wando dispute 225 matchs en première division portugaise, inscrivant 26 buts dans ce championnat. Il réalise sa meilleure saison en 1984-1985, où il inscrit 6 buts. Il dispute par ailleurs 9 matchs en Coupe d'Europe des clubs champions avec le club de Benfica.

## Carrière
- 1982-1984 :  Sporting Braga
- 1984-1988 :  Benfica Lisbonne
- 1988-1989 :  Vitória Setúbal
- 1989-1991 :  CS Marítimo
- 1991-1992 :  Konyaspor

## Palmarès
- Finaliste de la Coupe d'Europe des clubs champions en 1988 avec le Benfica Lisbonne
- Champion du Portugal en 1987 avec le Benfica Lisbonne
- Vainqueur de la Coupe du Portugal en 1985, 1986 et 1987 avec le Benfica Lisbonne
- Vainqueur de la Supercoupe du Portugal en 1985 avec le Benfica Lisbonne